# Isla Central
Isla Central también conocida como Isla Cocodrilo, es una isla volcánica situada en el centro del lago Turkana en Kenia. También es donde se ubica el parque nacional Isla Central, que está bajo la administración del Servicio de Vida Salvaje de Kenia.
Se compone de una docena de cráteres y conos, tres de los cuales son ocupados por pequeños lagos. El punto más alto en la isla predominantemente basáltica alcanza los 550 m, a unos 190 m sobre la superficie del lago. Varias pequeñas islas al SE del cráter están parcialmente sumergidas, y otros conos de lava se encuentran bajo la superficie del lago cerca de la isla.